# Szabó József (matematikus)
Szabó József István (Jászjákóhalma, 1938. október 29. – 2023. április 26.) matematika–ábrázoló geometria tanár, kandidátus, habilitált egyetemi magántanár. Projektív ábrázoló geometriából és komputergrafikából több eredményt ért el. Komputergrafikában tanszékalapító, irányításával kilenc fő kapott PhD fokozatot.

## Élete
Jászjákóhalmán született 1938. október 29-én. 1962 óta volt nős, felesége Molnár Sarolta, egyetemi évfolyamtársa. Gyerekeik: Tamás (1964) okleveles biológus és Judit (1970) magasépítő üzemmérnök és okleveles programtervező matematikus. Elemi iskoláinak első öt osztályát a községi iskolában, a többit a kapitányréti tanyai osztatlan, egytanítós iskolában végezte. Jászapátiban járt gimnáziumba. A kezdeti, tanyai iskolának felróható kudarcok után végül kitüntetéssel érettségizett. Különösen kiemelkedővé vált ábrázoló geometriából (tanára Dr. Tésy István) és matematikából (tanára Bolváry Ödön, Halász Ottó). Az érettségi óta Debrecenben élt. Jászjákóhalmának díszpolgára (2017).
A Kossuth Lajos Tudományegyetemen matematika és ábrázoló geometria szakos tanári diplomát szerzett (1963). Harmadéven demonstrátor, ábrázoló geometria gyakorlatokat vezetett, negyed- és ötödéven az OM ösztöndíjasa volt azzal a vállalással, hogy végzés után az egyetemen marad. Doktorált ábrázoló geometriából (1966), a matematikai tudományok kandidátusa geometria és komputergrafika témakörben (1979), habilitált doktor matematika és számítástudományokban (1996), egyetemi magántanár matematika és számítástudományokban (2004).

## Munkássága
A Kossuth Lajos Tudományegyetem Természettudományi Kara Matematikai Intézetének Geometriai Tanszékén gyakornok (1963), tanársegéd (1964–1969), adjunktus (1969–1980), egyetemi docens (1980–1991), majd az Alkalmazott Informatikai Tanszék vezetője (1991–1994) és az ebből létrejött Komputergrafikai és Könyvtárinformatikai Tanszék tanszékvezető egyetemi docense (1994–2003). Egyetemi magántanár 2004-től, ugyanezen a tanszéken, 73 éves koráig folyamatosan tanított. Tudományos témavezetői Gyarmathi László és Strommer Gyula voltak. A 70-es évek közepétől az ábrázoló geometria tanárképzés felelőse közel 30 éven át. Ezen a szakon vezették be először Magyarországon a komputergrafikát, majd a komputergeometriát kötelező tárgyként. Több, az ábrázoló geometria vagy a komputergrafika körébe tartozó tantárgy tananyagát dolgozta ki vagy fejlesztette, és rendszerint elsőként tanította is.
Az első magyarországi komputergrafikai iskola létrehozója (1978-tól). Igen eredményesen ötvözte a geometriai és az informatikai ismereteket. Tanítványai közül ma többen egyetemi vagy főiskolai szakmai vezető pozíciót töltenek be. Széchenyi professzori ösztöndíjas (2000–2003). Az Akademio Internacia de la Sciencoj (AIS) egyetem teljes jogú docense (1985), professzora (1992) és 3 éven át a „Geometria és alkalmazásai” egység tanszékvezető-helyettese. Az International Society for Geometry and Graphics szakmai szervezet magyarországi szekciójának elnöke (1995–2012). Három évig az MTA Informatika- és Számítástudományi Tudományos Bizottságának tagja.

### Kitüntetések
1. Az Oktatásügy Kiváló Dolgozója (miniszteri kitüntetés), 1980
2. Széchenyi Professzori Ösztöndíj, 2000–2003
3. A Természettudományi és Technológiai Kar Emlékérme (15. sorszámú, névbevésett), 2002
4. Magyar Köztársasági Arany Érdemkereszt (életmű kitüntetés), 2003
5. Az Informatikai Kar Érme (70. születésnapi jubileumra, névbevésett), 2008
6. A Természettudományi és Technológiai Kar Gyémánt Katedra Díja, 2017

### Kutatott témák
Kutatási eredményei a projektív ábrázoló geometria témaköréhez tartoznak, vagy abból táplálkoznak.
1. Az Eckhart-féle összemetszési eljárás projektív általánosítása. Tankönyvekben is szereplő megoldatlan kérdéseket néhány szükséges és elégséges feltétellel és több dolgozattal zár le.
2. A számítógépi grafika fejlesztése, ami szoftverfejlesztés és konstruktív geometriai elemek számítógépes alkalmazása, a két terület kölcsönhatása, gyakorlati alkalmazásokkal is.
3. Gyógyászati alkalmazások köre, elsősorban fogászat. A fogbélcsatorna 3D leírása röntgenképek alapján, a csatorna elemzése, a rágás geometriája.
4. A Kruppa-féle problémára több analitikus kritérium adása és számítógépes vizsgálata, gyakorlati alkalmazásokkal is.

### Tudományos témavezetői tevékenység

#### Irányításával szerzett PhD-fokozatok
1. Schwarcz Tibor: A centrálaxonometrikus leképezés és komputergrafikai alkalmazása, 2006
2. Salgáné Medveczki Marianna: Egy új jelölő nyelv (metaadat-rendszer) kidolgozása a számítógépes bibliográfiai adatfeldolgozáshoz, 2006
3. Tornai Róbert: MMA Software Developing and Bitmap Transformations, 2005
4. Zichar Marianna: Térinformatikai fejlesztések hálózat topológiák alkalmazásával, 2005
5. Kovács Emőd: B-spline vonalfelületek előállítása egyeneshalmazokból neurális háló segítségével, komputergrafikai vonatkozások, 2003
6. Hoffmann Miklós: Mesterséges neurális hálózatok alkalmazása a görbe és felületmodellezésben, 1998
7. Juhász Imre: Adott feltételeket kielégítő görbeívek a számítógépi grafikában, 1998
8. Oláh-Gál Róbert: Differenciálgeometriai vizsgálatok komputergrafikai lehetőségekkel, Debrecen, 1993. december 4, Romániában PhD átminősítés 2000. július 24-én
9. Csőke Lajos: A számítástechnika oktatásának alapvető kérdései, egyetemi doktor (1985), PhD fokozat (1995) (átminősítéssel)

### Könyvei
1. Ábrázoló geometriai példatár, Tankönyvkiadó Budapest, 1967. 188 p. (többször megjelent, legutóbb 1976-ban, társszerző: Gyarmathi Attila)
2. A DIGIGRAF 1008 rajzgép és programozása, Debrecen, 1980. 70 p. (házi jegyzet, társszerző: Jékel P. és Kellermann L.né)
3. Számítógépi grafika, Debrecen, 1986. 52 p. (többször megjelent 1995-ig)
4. Bazoj de la stereografio, Debrecen, 1989. 38 p. (segédanyag az AIS 6. SUS kompakt kurzushoz)
5. Eszperantó nyelvű matematikai szó és szöveggyűjtemény, Debrecen, 1989., 1993. 176 p.
6. Feladatok a számítógépi grafikából, Debrecen, 1992., 1994., 1995., 54 p.
7. Informatikai matematikai alapvetés, Kossuth Egyetemi Kiadó, Debrecen, 2006. 118 p.
8. Projektív geometria, Kossuth Egyetemi Kiadó, Debrecen, 2006. 191 p. (társszerzők: Bácsó S. és Papp I.)
9. Informatikai matematikai alapvetés, University Press (2. kiadás), Debrecen, 2010. 152 p., ISBN 978 963 318 074 7
10. A számítógépi grafika elemei, Debrecen University Press, Debrecen, 2010. 179 p., ISBN 978 963 473 351 5
11. Ábrázoló geometria tanárszak története Debrecenben 1956–2011, RB Bindex Kft./Könyvműhely.hu Miskolc, 2013. 247 p. ISBN 978 963 08 6646 0

### Disszertációk
- Az Eckhart-féle összemetszési eljárás általánosítása, Debrecen, 1966. 36 p. (Dr. Rer. Nat. fokozatért írt disszertáció)
- Az Eckhart-féle összemetszési eljárás egy általánosítása és annak néhány komputergrafikai alkalmazása, Debrecen, 1978. 149 p. (A matematikai tudományok kandidátusa (CSc = PhD) MTA fokozatért írt disszertáció)
- Adalékok a számítógépi grafika matematikai megalapozásához, Debrecen, 1994. 109 p. (Mat. Int. Debrecen) (Dr. habil. fokozat eléréséért írt disszertáció)

### Publikációk (válogatás)
1. Szabó, J.: Eine Verallgemeinerung des Eckhartschen Einschneideverfahrens, Publ. Math. 14 (1967), pp. 311–319.
2. Szabó, J.: Eine computergraphische Anwendung des zentralen Einschneideverfahrens der darstellenden Geometrie (Rekonstruktionsprobleme), TU Dresden: Vorträge zur Digitalgeometrie und Bildschirmtechnik, 34/78 Dresden (1979), pp. 175–182.
3. Szabó, J.: Eine Einheit aus GBS (Geometrische-Basic-Software): Abbildungsbefehle des Raumes, Digitalgraphik und graphische Dialogsysteme, 48/4. Rostock/Dresden (1981), pp. 119–127.
4. Szabó, J.: Eine analytische Bedingung dafür, daß eine Zentralaxonometrie Zentralprojektion ist, Publ. Math. 44 (1994), pp. 381–390.
5. Szabó, J., Stachel, H. and Vogel, H.: Ein Satz über die Zentralaxonometrie, Sb. Akad. Wiss. Wien (math.-nat. Kl.) 203 (1994), pp. 3–11.
6. Szabó, J.: A curve arc with two open problems, Journal of Silesan Institute of Technology, Gliwice, (Geometria i grafika inżynierska z.1) (1996), pp. 71–78.
7. Dobó Nagy, C., Szabó J. and Szabó J.: A Mathematical Based Classification of Root Canal Curvatures on Natural Human Teeth, Journal of Endodontics (by The American Association of Endodonticts) 21 (11) (1995), pp. 557–560.
8. Dobó-Nagy, C., Keszthely G., Szabó, J., Sulyok, P., Ledeczky, G. and Szabó, J.: A computerized method for mathematical description of three-dimensional root canal axis, Journal of Endodontics 26 (11) (2000), pp. 639–643.
9. Szabó, J. and Molnár, I.: Applications of Methods of Descriptive Geometry in Solving Ordinary Geometric Problems, Teaching Mathematics and Computer Science 2/1 (2004), 103–115.
10. Szabó, J. and Kunkli, R.: The generalization of Szabó’s Theorem for rectangular cuboids and an application, Journal for Geometry and Graphics 17 (2) (2013), pp. 213–222.